# هيكل (البناء)

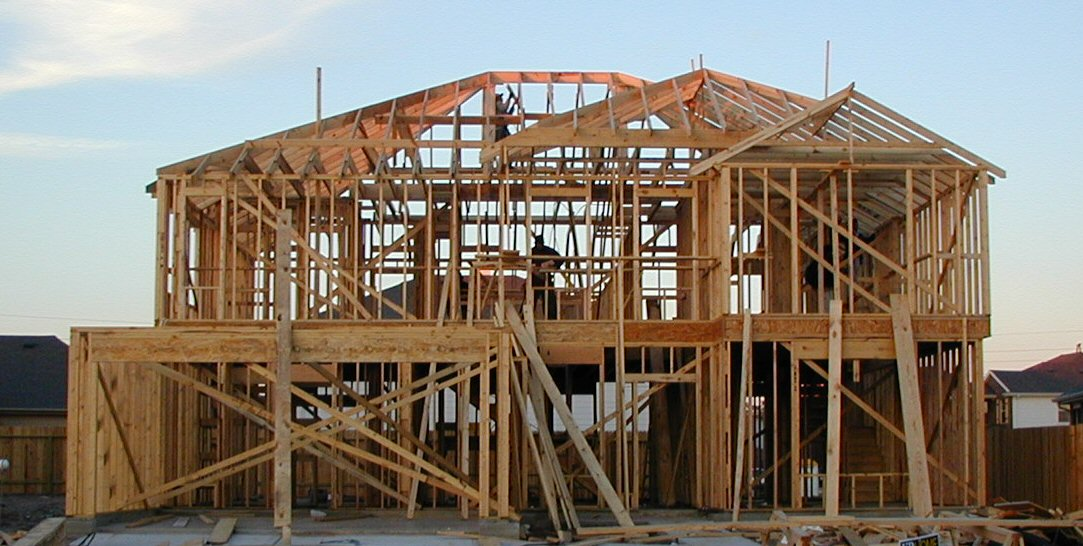

الهيكل، في البناء، هو تجميع القطع معًا لتعطي دعم وشكل هيكلي. تكون مواد الهيكل عادةً من الخشب أو الخشب الصناعي أو الفولاذ الإنشائي. يُطلق على بديل البناء الهيكلي اسم البناء باستخدام الجدار الضخم عمومًا، حيث تُستخدم طبقات أفقية من المواد المتراصة، مثل: الأخشاب السميكة وحجارة البناء والتربة المدكوكة والطوب... إلخ. دون هيكل.
تنقسم المباني الهيكلية إلى فئتين رئيسيتين، المباني الهيكلية الثقيلة (الهياكل الثقيلة) إذا كانت الدعامات الرأسية قليلة وثقيلة، مثل: الهياكل الخشبية وأعمدة البناء الهيكلية والهياكل المعدنية؛ أو المباني الهيكلية الخفيفة (الهياكل الخفيفة) إذا كانت الدعامات أكثر عددًا وأصغر، مثل: البالون والمسطحات أو الهياكل المعدنية الخفيفة. أصبحت المباني الهيكلية الخفيفة التي يُستخدم فيها الخشب المنشور ذو الأبعاد الموحدة طريقة البناء السائدة في أمريكا الشمالية وأستراليا بسبب اقتصادية الأسلوب؛ يسمح استخدام الحد الأدنى من المواد الإنشائية للبناة بإحاطة مساحة كبيرة بأقل تكلفة مع تحقيق مجموعة واسعة من الأنماط المعمارية.
تكتسب مباني الهياكل الخفيفة الحديثة القوة عادةً من الألواح الصلبة (الأبلكاش والمركبات الأخرى الشبيهة بالأبلكاش، مثل: الألواح المقوية المموجة المُستخدمة في تشكيل كل أو جزء من قطاعات الجدار)، ولكن حتى وقت قريب استخدم النجارون أشكالًا مختلفة من الدعامات المائلة لتثبيت الجدران. تظل الدعامات المائلة جزءًا داخليًا حيويًا في العديد من أنظمة الأسقف، وتكون دعامات الرياح الموجودة داخل الجدار مطلوبة في قوانين البناء في العديد من البلديات أو في قوانين الولايات الفردية في الولايات المتحدة. أصبحت جدران القص الهيكلية الخاصة أكثر شيوعًا لمساعدة المباني في تلبية متطلبات هندسة الزلازل وهندسة الرياح.

## التاريخ
من الناحية التاريخية، جمّع الأشخاص أعمدة خشبية ذات شكل طبيعي معًا كهيكل ثم بدأوا في استخدام الوصلات لربط الأخشاب، تُسمى هذه الطريقة اليوم بالهيكل الخشبي التقليدي أو الهيكل الخشبي السميك. في الولايات المتحدة، حل الهيكل الخشبي محل الهيكل البالوني بدءًا من ثلاثينيات القرن التاسع عشر. يُستفاد من الهيكل البالوني في العديد من عناصر الجدار خفيف الوزن والتي تُسمى مسامير بدلًا من استخدام عدد أقل وأثقل من الدعائم والتي تُسمى أعمدة؛ تُثبت عناصر الهيكل البالوني معًا بدلًا من تجميعها باستخدام النجارة. تغطي المسامير في الهيكل البالوني طبقتين من الحافة إلى اللوح. حل الهيكل المسطح محل الهيكل البالوني وهو طريقة الهيكل الخشبي القياسي اليوم. يأتي الاسم من تأطير كل طابق كوحدة أو مسطح منفصل.
نادرًا ما استُخدمت المباني الهيكلية في الدول الاسكندنافية قبل القرن العشرين بسبب وفرة الخشب ووفرة العمالة الرخيصة وتفوق العزل الحراري للأخشاب السميكة. لذلك استُخدم الهيكل الخشبي للمرة الأولى هناك في المباني الدافئة، مثل: مباني المزرعة وملحقاتها والفيلات الصيفية والمنازل حتى تطور عزل الجدار.

## الجدران
يتضمن الجدار الهيكلي في بناء المنازل العناصر الرأسية والأفقية للجدران الخارجية والداخلية، وكلٍ من الجدران الحاملة والجدران غير الحاملة. تعمل هذه العناصر الداعمة، يُشار إليها باسم المسامير وألواح الجدران والأعتاب (تُسمى أحيانًا بالرؤوس)، كقاعدة تسمير لجميع مواد التغطية وتدعم الأرضية المسطحة العلوية، والتي توفر القوة الجانبية على طول الجدار. قد تكون المسطحات هياكل صندوقية للسقف والسطح، أو ترابيع خشبية لسقف وأرضية الطابق أعلاه. في أعمال البناء، يُشار إلى التقنية بشكل مختلف باسم الدعامة والهيكل أو الدعامة والمسطح أو الدعامة والصندوق، حيث تعطي الدعامات (المسامير) الهيكل الدعم الرأسي، وقطاعات الأرضية ذات الشكل الصندوقي مع ترابيع خشبية مضمنة في الألواح الطويلة والأعتاب (تُسمى الرؤوس وهي الأكثر شيوعًا) وتدعم وزن كل ما هو أعلاه، بما في ذلك الجدار التالي فما فوق والسقف فوق الطابق العلوي. يوفر المسطح أيضًا الدعم الجانبي ضد الرياح ويحافظ على الجدران الداعمة دقيقة ومربعة. يدعم أي مسطح منخفض وزن المسطحات والجدران فوق مستوى رؤوس العناصر والتربيعات.
يخضع هيكل الخشب المنشور للمعايير المُنظمة التي تتطلب ختم درجة، ومحتوى رطوبة لا يتجاوز 19%.
هناك ثلاث طرق شائعة تاريخيًا لهيكل المنزل.
- العمود والكمرة، والذي يُستخدم الآن في الغالب في مباني الحظيرة.
- كان الهيكل البالوني المُستخدم لتقنية الأرضيات المعلقة من الجدران شائعًا حتى أواخر الأربعينيات من القرن العشرين، لكن منذ ذلك الوقت، أصبح الهيكل المسطح هو الشكل السائد في بناء المنازل.[6]
- غالبًا ما يُشكل الهيكل المسطح قطاعات الجدار بشكل أفقي في الطابق الفرعي قبل البناء، مما يسهل وضع المسامير ويزيد الدقة أثناء قيام القوى العاملة بالقطع اللازم. تُثبت الألواح العلوية والسفلية بمسامير طرفية، كل مسمار مع مسمارين لا يقل طولهما عن 3.25 بوصة (83 مليمتر). تُضاعف المسامير على الأقل (عند إنشاء الأعمدة) في الفتحات، حيث يُقص مسمار المقبس لاستلام الأعتاب (الرؤوس) التي تُوضع وتُثبت بمسامير طرفية من خلال المسامير الخارجية.

## الأسقف
تُبنى الأسقف عادةً لتوفير سطح مائل مخصص لسقوط المطر أو الثلج، مع ميول يتراوح من 1:15 (أقل من واحد بوصة لكل قدم خطي من البحر الأفقي)، وحتى ميول شديدة الانحدار تزيد عن 2:1. يُسمى مبنى الهيكل الخفيف الذي يُبنى في الغالب داخل الجدران المائلة التي تعمل كسقف أيضًا باسم هيكل - إيه.
تُغطى الأسقف غالبًا بالأخشاب المصنوعة من الأسفلت والألياف الزجاجية وغلاف الحصى الصغير، ولكن تُستخدم مجموعة واسعة من المواد. يُستخدم القطران المنصهر غالبًا في الأسقف المقاومة للماء، ولكن تشمل المواد الأحدث المطاط والمواد الاصطناعية. الألواح الفولاذية هي أغطية سقف شائعة في بعض المناطق، تُفضل لمتانتها. توفر أسقف الأردواز أو القرميد أغطية أكثر أهمية من الأسقف الهيكلية الخفيفة.
تسمح أنظمة الهيكل الخفيف ببناء تصاميم أسقف فريدة بسهولة؛ أسقف متعددة الميول، على سبيل المثال، يكون الميل نحو الجدران من جميع الجوانب وتُربط في عوارض السقف التي تمتد من الزوايا إلى القمة. تتشكل الوديان عند تصريف قطاعان مائلان من السقف باتجاه بعضهما البعض. نوافذ السقف المائل هي مناطق صغيرة تتقاطع فيها الجدران الرأسية مع خط السقف، ويعلوها الميول بزوايا قائمة على قطاع السقف الرئيسي. تتشكل الجمالونات عندما ينتهي قطاع طولي من السقف المائل لتشكيل قطاع مثلث من الجدار. تتشكل المناور الجانبية من خلال التقاطع على طول ميل السقف حيث يربطه جدار رأسي قصير بقطاع آخر من السقف. غالبًا ما تكون الأسقف المستوية، التي تتضمن عادةً ميلًا ضئيلًا على الأقل لسقوط الماء، محاطة بجدران منخفضة مع فتحات (تُسمى بالوعات) للسماح بتصريف المياه. تُبنى السروج المائلة في الأسقف لتوجيه المياه بعيدًا عن مناطق الصرف السيئة، مثل: خلف المدخنة في أسفل قطاع مائل.

## البناء
تُشيد غالبًا مباني الهيكل الخفيف في المناطق ذات الأعماق الضحلة أو الباردة غير الموجودة على البلاطات الخرسانية المتجانسة التي تعمل كأرضية ودعم للمبنى. تُبنى المباني الأخرى ذات الهيكل الخفيف على مساحة صيانة أو بدروم، مع وصلات خشبية أو فولاذية تُستخدم كامتداد بين جدران الأساس، وتُبنى عادةً من الخرسانة المصبوبة أو الكتل الخرسانية.
كان الهيكل المسطح محدودًا بأربعة طوابق على نحو تقليدي ولكن عدلت بعض السلطات القضائية قوانين البناء مما يسمح بالوصول إلى ستة طوابق مع حماية إضافية من الحرائق.